# Johnny King
Johnny King (Wrenbury-cum-Frith, Inglaterra; 9 de agosto de 1932 – 2 de abril de 2025) fue un futbolista británico que jugó en la posición de delantero.

## Equipos
| Club             | Temporada        | Liga                 | Liga        | Liga  | FA Cup      | FA Cup | Copa de la Liga | Copa de la Liga | Total       | Total |
| Club             | Temporada        | División             | Apariciones | Goles | Apariciones | Goles  | Apariciones     | Goles           | Apariciones | Goles |
| ---------------- | ---------------- | -------------------- | ----------- | ----- | ----------- | ------ | --------------- | --------------- | ----------- | ----- |
| Crewe Alexandra  | 1950–51          | Third Division North | 1           | 0     | 0           | 0      | —               | —               | 1           | 0     |
| Crewe Alexandra  | 1951–52          | Third Division North | 2           | 0     | 0           | 0      | —               | —               | 2           | 0     |
| Crewe Alexandra  | 1952–53          | Third Division North | 40          | 17    | 1           | 0      | —               | —               | 41          | 17    |
| Crewe Alexandra  | 1953–54          | Third Division North | 5           | 0     | 0           | 0      | —               | —               | 5           | 0     |
| Crewe Alexandra  | Total            | Total                | 48          | 17    | 1           | 0      | —\|             | —\|             | 49          | 17    |
| Stoke City       | 1953–54          | Second Division      | 24          | 11    | 3           | 1      | —               | —               | 27          | 12    |
| Stoke City       | 1954–55          | Second Division      | 36          | 17    | 6           | 3      | —               | —               | 42          | 20    |
| Stoke City       | 1955–56          | Second Division      | 36          | 16    | 5           | 2      | —               | —               | 41          | 18    |
| Stoke City       | 1956–57          | Second Division      | 34          | 9     | 1           | 0      | —               | —               | 35          | 9     |
| Stoke City       | 1957–58          | Second Division      | 38          | 15    | 3           | 0      | —               | —               | 41          | 15    |
| Stoke City       | 1958–59          | Second Division      | 33          | 13    | 0           | 0      | —               | —               | 33          | 13    |
| Stoke City       | 1959–60          | Second Division      | 42          | 13    | 2           | 0      | —               | —               | 44          | 13    |
| Stoke City       | 1960–61          | Second Division      | 41          | 12    | 6           | 1      | 1               | 0               | 48          | 13    |
| Stoke City       | Total            | Total                | 284         | 106   | 26          | 7      | 1               | 0               | 311         | 113   |
| Cardiff City     | 1961–62          | First Division       | 33          | 6     | 1           | 0      | 4               | 2               | 38          | 8     |
| Crewe Alexandra  | 1962–63          | Fourth Division      | 46          | 17    | 3           | 0      | 1               | 0               | 50          | 17    |
| Crewe Alexandra  | 1963–64          | Third Division       | 41          | 9     | 2           | 0      | 1               | 0               | 44          | 9     |
| Crewe Alexandra  | 1964–65          | Fourth Division      | 42          | 10    | 0           | 0      | 1               | 0               | 43          | 10    |
| Crewe Alexandra  | 1965–66          | Fourth Division      | 40          | 8     | 4           | 1      | 3               | 1               | 47          | 10    |
| Crewe Alexandra  | 1966–67          | Fourth Division      | 8           | 1     | 0           | 0      | 1               | 0               | 9           | 1     |
| Crewe Alexandra  | Total            | Total                | 177         | 45    | 9           | 1      | 7               | 1               | 193         | 47    |
| Total de carrera | Total de carrera | Total de carrera     | 542         | 174   | 37          | 8      | 12              | 3               | 591         | 185   |